# Power (película de 1986)
Power es un drama político estadounidense de 1986, dirigida por Sidney Lumet y protagonizada por Richard Gere. El argumento original, escrito por David Himmelstein, trata sobre la corrupción política y sobre la manera en la que el poder afecta a quienes lo ejercen, así como a las personas que se intentan controlar y subordinar.
La participación de Denzel Washington en la película haciendo el experto en relaciones públicas Arnold Billings le permitió hacerse con el premio NAACP Image de 1987 como actor de reparto destacado en una película. Por su parte, la actuación de Beatrice Straight con el papel de Claire Hastings le otorgó una nominación al Premio Golden Raspberry a Peor Actriz de Reparto.

## Argumento
Pete St. John (Richard Gere), un consultor, de gran éxito, está tratando de hacer malabarismos con un par de candidatos políticos, en el momento en el que se le pide que se una a la campaña del rico, pero poco popular, empresario Jerome Cade (JT Walsh), que desea ganar el escaño en el Senado que había quedado vacante por el amigo de St. John, Sam Hastings (EG Marshall).
St. John tiene un conflicto con Arnold Billings (Denzel Washington), un experto en relaciones públicas cuya firma ha sido contratado por Crade. La exhaustiva búsqueda e investigación de St. John sobre los precedentes de Cade lleva a Billings a tomar represalias interviniendo los teléfonos de la oficina de St. John, inundando el sótano de su sede, manipulando su avión privado e interfiriendo con sus otros clientes.